# Carton House
Carton House fut l'une des plus grandes demeures d'Irlande et fut à une époque le siège ancestral des comtes de Kildare et des ducs de Leinster. Situé à environ 23 km à l'ouest de Dublin, à Maynooth, dans le comté de Kildare, le domaine de Carton s'étend sur 1 100 acres (4,5 km2). Pendant deux cents ans, il fut en Irlande le plus bel exemple d'espaces verts aménagés en parc, crée suivant le style géorgien. Dans les années 2000, une grande partie du domaine fut réaménagée en deux terrains de golf, et la maison en complexe hôtelier.

## Histoire

### Origine du domaine de Carton
Au cours d'une histoire vieille de plus de huit siècles, le domaine de Carton connut de nombreux changements. Il devint d'abord la propriété de la famille FitzGerald peu après que Maurice FitzGerald eut joué un rôle actif dans la prise de Dublin par les Normands en 1170, et fût ainsi récompensé en étant nommé Lord de Maynooth, une zone couvrant des terrains situés en ville et dont Carton faisait partie.
Son fils obtint le titre de baron Offaly en 1205 et son descendant, John FitzGerald, devint comte de Kildare en 1315. Sous l'autorité du huitième comte, la famille FitzGerald atteignit la prééminence en tant que dirigeants virtuels de l'Irlande entre 1477 et 1513.
Cependant, le petit-fils du huitième comte, éloquemment nommé Silken Thomas, fut exécuté en 1537, ainsi que ses cinq oncles, pour avoir mené une révolte contre les Anglais. Bien que les Fitzgerald reprissent possession de leurs terres et de leurs titres par la suite, ils ne récupérèrent pas leur position à la cour d'Angleterre avant le XVIIIe siècle, au cours duquel, Robert, 19e comte de Kildare, devint un homme d'état réputé.

### Première maison à Carton
La première mention d'une maison à Carton apparut dans les registres au XVIIe siècle, lorsque William Talbot, archiviste de Dublin, reçut de la part du 14e comte de Kildare, un bail sur les terres où il est supposé avoir construit une maison. La maison et les terres furent confisquées au profit de la Couronne en 1691 et vendues en 1703 au major-général Richard Ingoldsby, général-chef de l'artillerie.

### Commencement de la maison actuelle
En 1739, le bail fut revendu au 19e comte de Kildare qui employa Richard Castle pour construire la maison existante. Ce fut au cours de cette même année que la famille FitzGerald acheta Frescati House (en). Castle (Cassels à l'origine) était également l'auteur d'autres magnifiques maisons irlandaises, dont Summerhill House (en), Westport House, la Propriété Powerscourt, et en 1745, Leinster House, qu'il construisit également pour les Fitzgerald.
En 1747, James FitzGerald, 20e comte de Kildare (Ier duc de Leinster), épousa Emily Lennox, fille du duc de Richmond et arrière petite-fille de Charles II. Lady Emily joua un rôle important dans l'évolution de la maison et du domaine tels qu'ils sont aujourd'hui. Elle créa la chambre chinoise (chambre à coucher de la reine Victoria) et décora le célèbre Shell Cottage situé dans le domaine avec des coquillages du monde entier. L'un des 23 enfants d'Emily était le célèbre patriote irlandais Lord Edward FitzGerald, chef de la Rébellion irlandaise de 1798.

### XIXesiècle
Le domaine de Carton resta inchangé jusqu'en 1815, lorsque le 3e duc décida de vendre Leinster House à la Royal Dublin Society, et de faire de Carton sa résidence principale. Il employa Richard Morrison (en) pour agrandir et remodeler la maison.
Morrison remplaça les colonnades incurvées par des liaisons de raccordement droites afin d'obtenir des pièces supplémentaires, dont la célèbre salle à manger. À cette époque, l'entrée de la maison fut déplacée côté nord.

### Vente et histoire récente
Carton resta sous le contrôle des Fitzgerald jusqu'au début des années 1920, période durant laquelle le 7e duc vendit son droit de naissance à un usurier nommé Sir Harry  Mallaby-Deeley (en) afin de rembourser des dettes de jeu s'élevant à 67 500 £. Il était troisième dans l'ordre de succession et ne pensait donc jamais hériter, mais un de ses frères mourut à la guerre et un autre d'une tumeur au cerveau, ce fut ainsi que les Fitzgerald perdirent Carton.
En 1923, une unité locale de l'IRA est supposée s'être rendue à Carton House avec l'intention d'y mettre le feu. Les hommes furent cependant arrêtés lorsqu'un membre de la famille FitzGerald vint à la porte avec un grand tableau de Lord Edward FitzGerald et fit remarquer qu'on allait brûler la maison d'un patriote irlandais vénéré.
Ronald Nall-Cain, 2e baron Brocket, dont la principale résidence fut Brocket Hall, dans le Hertfordshire, en Angleterre, acheta la maison en 1949, et en 1977, son fils, l'honorable David Nall-Cain, qui avait alors déménagé sur l'île de Man, vendit la maison à ses propriétaires actuels.

### Décision du gouvernement de ne pas acheter le domaine
Depuis 1977, le domaine de Carton appartient à la famille Mallaghan, et dans les années 1980 et 1990, le gouvernement irlandais subit une pression publique et politique pour acheter la maison et son parc, mais il décida de ne pas céder.

### Maison utilisée comme décor de film
La maison a été utilisée comme lieu de tournage par de nombreux réalisateurs et diffuseurs. Parmi les films réalisés en ce lieu, il y a Barry Lyndon de Stanley Kubrick, tourné en 1975, et Au-delà de la gloire, en 1980. Dans le premier rôle figurent respectivement Ryan O'Neal (dans le rôle d'un aventurier irlandais du XVIIIe siècle, avec une bande-son du groupe The Chieftains) et Lee Marvin. Plus tard, en 2009, certaines scènes du film Leap Year avec Amy Adams, Matthew Goode et Adam Scott furent également tournées à Carton.
Le réalisateur Blake Edwards et son épouse, l'actrice Julie Andrews, passèrent l'été et l'automne 1969 à Carton House, pendant le tournage du film Darling Lili (1970). Rock Hudson et Andrews Costar vécurent également dans le parc pendant le tournage. La maison actuelle a été utilisée dans plusieurs scènes, filmées à l'intérieur et à l'extérieur.

### Conversion en hôtel avec terrains de golf
En 2000, le domaine de Carton fut réaménagé en « station de golf de première classe et en hôtel », une action condamnée par les associations du patrimoine, dont An Taisce, et critiquée au Seanad Éireann (le Sénat irlandais) par le sénateur David Norris. Un hôtel fut ajouté à la maison principale, la modifiant ainsi de façon drastique, tandis que le parc du domaine, datant du XVIIIe siècle, fut converti en deux terrains de golf.

## Parc

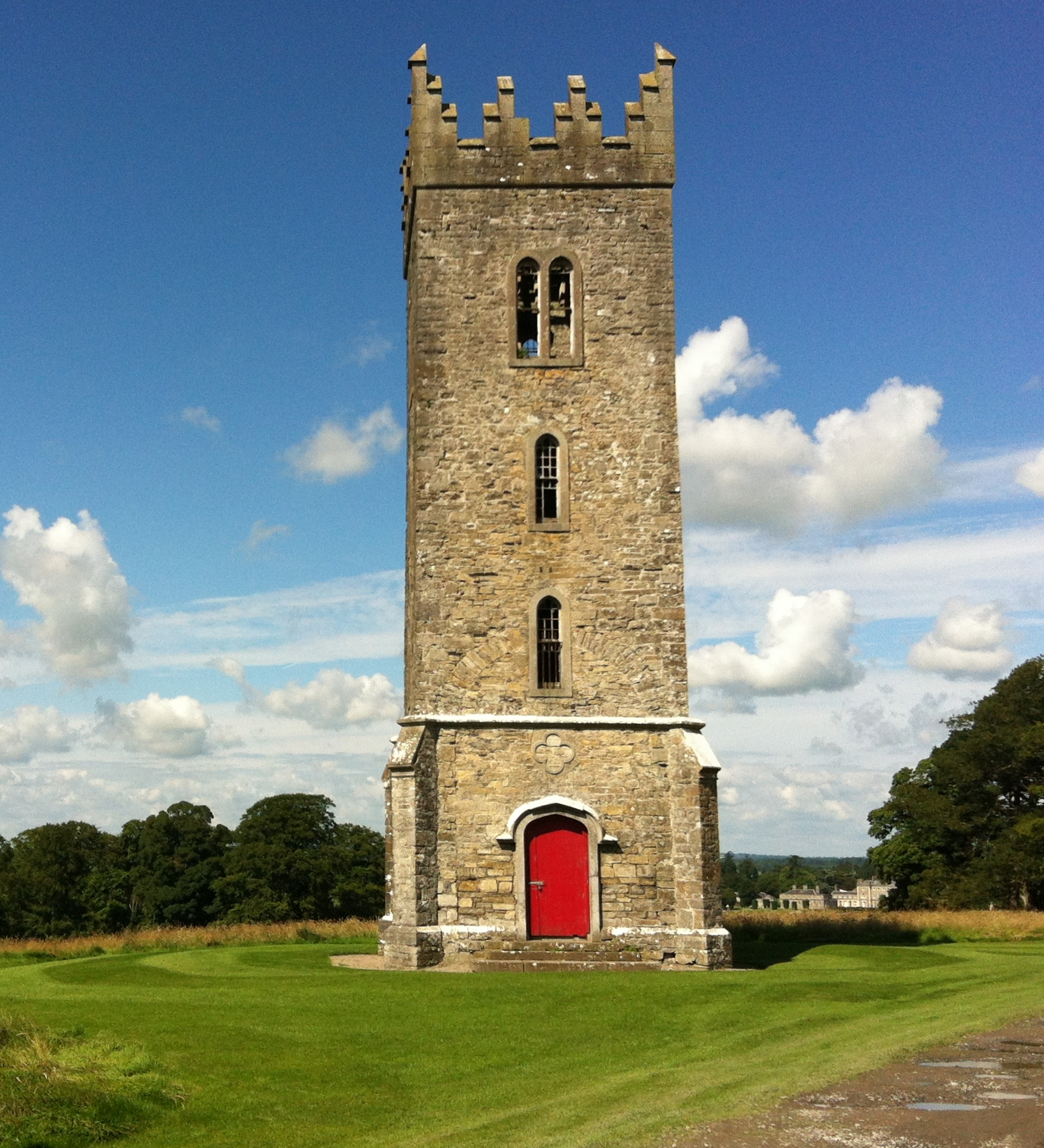
Tyrconnell Tower, domaine de Carton.

### Tyrconnell Tower
Cette tour aurait été construite par Richard Talbot, Ier comte de Tyrconnell, et destinée à lui servir de mausolée. Son nom officiel est The Prospect Tower.

### Shell Cottage
Le célèbre Shell Cottage est un cottage pittoresque qui était autrefois doté d'un toit de chaume et décoré à l'extérieur et à l'intérieur avec des coquillages. Il fut construit pour Émilie FitzGerald, duchesse de Leinster.

## Source
- (en) Cet article est partiellement ou en totalité issu de l’article de Wikipédia en anglais intitulé « Carton House » (voir la liste des auteurs).